# Герои Социалистического Труда Кызылординской области
В настоящий список включены:

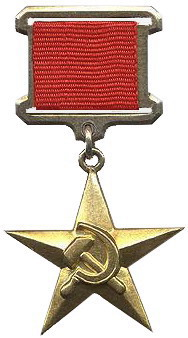
Золотая медаль «Серп и Молот»

- Герои Социалистического Труда, на момент присвоения звания проживавшие на территории современной Кызылординской области Казахстана, — 96 человек (в том числе 1 дважды Герой);
- уроженцы Кызылординской области, удостоенные звания Героя Социалистического Труда в других регионах СССР, — 7 человек;

Вторая часть списка может быть неполной из-за отсутствия данных о месте рождения ряда Героев.
В таблицах отображены фамилия, имя и отчество Героев, должность и место работы на момент присвоения звания, дата Указа Президиума Верховного Совета СССР, отрасль народного хозяйства, место рождения/проживания, а также ссылка на биографическую статью на сайте «Герои страны». Формат таблиц предусматривает возможность сортировки по указанным параметрам путём нажатия на стрелку в нужной графе.

## История
Первыми на территории Кызылординской (Кзыл-Ординской) области звания Героя Социалистического Труда были удостоены 13 работников коневодческих колхозов. Высшая степень отличия была им присвоена Указом Президиума Верховного Совета СССР от 23 июля 1948 года за получение высокой продуктивности животноводства в 1947 году.
Подавляющее большинство Героев Социалистического Труда в области приходится на работников сельского хозяйства — 84 человека; оборона — 5; рыбное хозяйство — 2; транспорт, пищевая промышленность, мелиорация, автодорожное хозяйство, государственное управление — по 1.

## Лица, удостоенные звания Героя Социалистического Труда в Кызылординской области
| № | Фамилия, имя, отчество | Даты жизни              | Деятельность                                                          | Дата присвоения       | Отрасль | Место рождения   | ГС       |
| - | ---------------------- | ----------------------- | --------------------------------------------------------------------- | --------------------- | ------- | ---------------- | -------- |
| 1 | Жахаев Ибрай           | 16.05.1891 — 19.09.1981 | Звеньевой колхоза «Кзыл-Ту» Чиилийского района Кзыл-Ординской области | 20.05.1949 13.05.1971 | сельхоз | Чиилийский район | [ ГС 1 ] |

| №  | Фамилия, имя, отчество           | Даты жизни               | Деятельность | Дата присвоения | Отрасль       | Место рождения         | ГС        |
| -- | -------------------------------- | ------------------------ | --- | --------------- | ------------- | ---------------------- | --------- |
| 1  | Абдраманова Куланда              | 1920—1995                | Звеньевая колхоза имени Карла Маркса Тереньузякского района Кзыл-Ординской области | 20.05.1949      | сельхоз       | Сырдарьинский район    | [ ГС 2 ]  |
| 2  | Абдукаримов Исатай Абдукаримович | 15.05.1923 — 07.04.2001  | Первый секретарь Джалагашского райкома Компартии Казахстана, Кзыл-Ординская область | 08.04.1971      | госуправление | Жанакорганский район   | [ ГС 3 ]  |
| 3  | Абжалов Шоманбай                 | 1932 — ????              | Чабан совхоза «Красная звезда» Яны-Курганского района Кзыл-Ординской области | 08.04.1971      | сельхоз       | *Сузакский район       | [ ГС 4 ]  |
| 4  | Абиев Арапбек                    | род. 09.01.1942          | Звеньевой совхоза имени XXIII съезда КПСС Яны-Курганского района Кзыл-Ординской области                                                                                                | 24.12.1976      | сельхоз       | Жанакорганский район   | [ ГС 5 ]  |
| 5  | Абишев Уразбай                   | 10.06.1930 — 28.08.2021  | Слесарь локомотивного депо Кзыл-Орда Западно-Казахстанской железной дороги, Кзыл-Ординская область                                                                                     | 02.04.1981      | транспорт     | Кызылорда              | [ ГС 6 ]  |
| 6  | Акниязов Ибадилда                | род. 1929                | Звеньевой колхоза «Кзыл-Дехкан» Тереньузякского района Кзыл-Ординской области | 20.05.1949      | сельхоз       | Сырдарьинский район    | [ ГС 7 ]  |
| 7  | Алимаев Карбоз                   | род. 1936                | Тракторист совхоза «Бозколь» Казалинского района Кзыл-Ординской области | 19.04.1967      | сельхоз       | Казалинский район      | [ ГС 8 ]  |
| 8  | Алимбетов Тулеген                | 1926 — 02.07.2002        | Капитан рыболовного бота Аральского рыбокомбината Министерства рыбного хозяйства Казахской ССР, Кзыл-Ординская область                                                                 | 26.04.1971      | рыбхоз        | Аральский район        | [ ГС 9 ]  |
| 9  | Алтайбаева Улбала                | 03.01.1923 — 27.08.2007  | Звеньевая колхоза «Коммунизм» Чиилийского района Кзыл-Ординской области | 13.12.1972      | сельхоз       | Чиилийский район       | [ ГС 10 ] |
| 10 | Ан Дон-Дю                        | 1897 — 29.11.1960        | Колхозник колхоза «Большевик» Чиилийского района Кзыл-Ординской области | 21.06.1950      | сельхоз       | *Корея                 | [ ГС 11 ] |
| 11 | Апрезов Несипбай                 | 1909—1996                | Звеньевой совхоза имени Ленинского комсомола Казахстана Джалагашского района Кзыл-Ординской области                                                                                    | 13.12.1972      | сельхоз       | Жалагашский район      | [ ГС 12 ] |
| 12 | Ахметов Амангельды               | 10.05.1942 — 27.03.2020  | Звеньевой Кзыл-Ординской государственной зональной машиноиспытательной станции Сырдарьинского района Кзыл-Ординской области                                                            | 19.02.1981      | сельхоз       | Сырдарьинский район    | [ ГС 13 ] |
| 13 | Баймбетов Орынбасар Бимбетович   | 15.07.1930 — 29.02.2012  | Директор совхоза «Первомайский» Сырдарьинского района Кзыл-Ординской области | 22.03.1966      | сельхоз       | Жанакорганский район   | [ ГС 14 ] |
| 14 | Бидашев Орынбай                  | 05.05.1923 — 24.02.2005  | Старший чабан овцеводческого совхоза «Тюмень-Арыкский» Яныкурганского района Кзыл-Ординской области                                                                                    | 10.03.1976      | сельхоз       | Жанакорганский район   | [ ГС 15 ] |
| 15 | Бисенов Алдаберген               | 07.10.1926 — 23.06.2002  | Директор совхоза «Жанаталап» Джалагашского района Кзыл-Ординской области | 08.04.1971      | сельхоз       | Жалагашский район      | [ ГС 16 ] |
| 16 | Будеев Касым                     | 13.01.1900 — 20.08.1977  | Звеньевой совхоза имени XXI партсъезда Сырдарьинского района Кзыл-Ординской области | 23.06.1966      | сельхоз       | *Астана                | [ ГС 17 ] |
| 17 | Дарибаев Кушербай                | 1892—1964                | Заведующий коневодческой фермой колхоза имени Кирова Аральского района Кзыл-Ординской области                                                                                          | 31.10.1949      | сельхоз       | Кызылординская область | [ ГС 18 ] |
| 18 | Динисламов Абуша                 | 1934 — 13.07.1997        | Поливальщик совхоза имени XXII съезда КПСС Казалинского района Кзыл-Ординской области                                                                                                  | 22.02.1982      | сельхоз       | Казалинский район      | [ ГС 19 ] |
| 19 | Елеманов Али                     | 1902 — 20.03.1975        | Звеньевой колхоза «Ельтай» Яны-Курганского района Кзыл-Ординской области | 20.05.1949      | сельхоз       | Жанакорганский район   | [ ГС 20 ] |
| 20 | Елеусинов Туршабек Жусипович     | 1935 — 21.08.1983        | Бригадир совхоза «Коммунизм» Джалагашского района Кзыл-Ординской области | 19.04.1967      | сельхоз       | Жалагашский район      | [ ГС 21 ] |
| 21 | Ержанов Накып                    | 1887—1962                | Старший табунщик колхоза «Талап» Яны-Курганского района Кзыл-Ординской области | 23.07.1948      | сельхоз       | Жанакорганский район   | [ ГС 22 ] |
| 22 | Ержанова Закира                  | 1926—2006                | Звеньевая колхоза «Кзыл-Ту» Чиилийского района Кзыл-Ординской области | 23.06.1966      | сельхоз       | Чиилийский район       | [ ГС 23 ] |
| 23 | Ермагамбетов Балекеш             | 1891—1989                | Старший табунщик колхоза «Сазды» Аральского района Кзыл-Ординской области | 23.07.1948      | сельхоз       | Кызылординская область | [ ГС 24 ] |
| 24 | Есбулов Дузбай                   | 1893 — 28.03.1968        | Старший табунщик колхоза имени Сталина Аральского района Кзыл-Ординской области | 23.07.1948      | сельхоз       | Аральский район        | [ ГС 25 ] |
| 25 | Еспанов Узак                     | 15.12.1928 — 04.11.2014  | Директор совхоза «Маданиет» Джалагашского района Кзыл-Ординской области | 10.12.1973      | сельхоз       | Жалагашский район      | [ ГС 26 ] |
| 26 | Ешниязов Махамбетали             | 1890—1958                | Старший чабан колхоза «Жана-Курлыс» Аральского района Кзыл-Ординской области | 23.07.1948      | сельхоз       | Аральский район        | [ ГС 27 ] |
| 27 | Жаналиев Сейтмагамбет            | 1896 — ????              | Старший табунщик колхоза имени Чкалова Аральского района Кзыл-Ординской области | 31.10.1949      | сельхоз       | Аральский район        | [ ГС 28 ] |
| 28 | Жумабекова Салима Жумабековна    | 25.08.1935 — 27.03.2020  | Звеньевая совхоза «Ленинский» Кармакчинского района Кзыл-Ординской области | 03.03.1980      | сельхоз       | Кармакшинский район    | [ ГС 29 ] |
| 29 | Жусупова Казына                  | 1938 — 29.01.2009        | Звеньевая совхоза «Аккумский» Джалагашского района Кзыл-Ординской области | 13.12.1972      | сельхоз       | Жалагашский район      | [ ГС 30 ] |
| 30 | Изтлеуов Касымтай                | 1908 — 09.08.1989        | Тракторист Акжарской МТС Кзыл-Ординской области | 11.01.1957      | сельхоз       | Кармакшинский район    | [ ГС 31 ] |
| 31 | Исаев Али                        | 08.05.1898 — 26.10.1976  | Звеньевой колхоза «Екпенды» Яны-Курганского района Кзыл-Ординской области | 20.05.1949      | сельхоз       | Жанакорганский район   | [ ГС 32 ] |
| 32 | Казанбаева Шырынкуль             | 12.09.1920 — 11.06.2018  | Звеньевая колхоза «Коммунизм» Чиилийского района Кзыл-Ординской области | 13.12.1972      | сельхоз       | Чиилийский район       | [ ГС 33 ] |
| 33 | Казанкапов Утеген                | 1883 — ????              | Старший табунщик колхоза «Октябрь» Аральского района Кзыл-Ординской области | 23.07.1948      | сельхоз       | Кызылординская область | [ ГС 34 ] |
| 34 | Кайруллаев Адильбек              | 25.02.1938 — 11.08.2000  | Старший чабан совхоза «Жанакалинский» Кармакчинского района Кзыл-Ординской области | 22.03.1966      | сельхоз       | Кармакшинский район    | [ ГС 35 ] |
| 35 | Калдыбаев Маман                  | 1879 — 25.03.1959        | Звеньевой колхоза «Ульгули» Чиилийского района Кзыл-Ординской области | 20.05.1949      | сельхоз       | Чиилийский район       | [ ГС 36 ] |
| 36 | Кан Владимир Андреевич           | 19.02.1904 — 09.10.1975  | Бригадир колхоза «Гигант» Чиилийского района Кзыл-Ординской области | 21.06.1950      | сельхоз       | *Приморский край       | [ ГС 37 ] |
| 37 | Кенжебаев Жусуп                  | 1893 — ????              | Старший табунщик колхоза имени Сталина Аральского района Кзыл-Ординской области | 23.07.1948      | сельхоз       | Кызылординская область | [ ГС 38 ] |
| 38 | Керейтбаев Дуйсенбай             | 1885—1965                | Звеньевой колхоза «Кзыл-Дехкан» Тереньузякского района Кзыл-Ординской области | 20.05.1949      | сельхоз       | Сырдарьинский район    | [ ГС 39 ] |
| 39 | Ким Ик-Се                        | 1890 — 27.12.1976        | Звеньевой колхоза «Авангард» Чиилийского района Кзыл-Ординской области | 20.05.1949      | сельхоз       | *Корея                 | [ ГС 40 ] |
| 40 | Ким Ман-Сам                      | 1883 — 08.1964           | Звеньевой колхоза «Авангард» Чиилийского района Кзыл-Ординской области | 20.05.1949      | сельхоз       | *Корея                 | [ ГС 41 ] |
| 41 | Ким Хак-Гю                       | 1889—1966                | Колхозник колхоза «Гигант» Чиилийского района Кзыл-Ординской области | 21.06.1950      | сельхоз       | *Приморский край       | [ ГС 42 ] |
| 42 | Ким Хан-Гу                       | 09.07.1882 — 20.08.1967  | Звеньевой колхоза «Авангард» Чиилийского района Кзыл-Ординской области | 20.05.1949      | сельхоз       | *Корея                 | [ ГС 43 ] |
| 43 | Ким Хи-Хак                       | 14.11.1908 — 18.04.1978  | Колхозник колхоза «Гигант» Чиилийского района Кзыл-Ординской области | 21.06.1950      | сельхоз       | *Корея                 | [ ГС 44 ] |
| 44 | Ким Хон-Бин                      | 15.12.1902 — 09.08.1985  | Председатель колхоза «Авангард» Чиилийского района Кзыл-Ординской области | 20.05.1949      | сельхоз       | *Приморский край       | [ ГС 45 ] |
| 45 | Ким Чан-Ден                      | 1897—1962                | Звеньевой колхоза «Авангард» Чиилийского района Кзыл-Ординской области | 20.05.1949      | сельхоз       | *Корея                 | [ ГС 46 ] |
| 46 | Ким Чун-Ман                      | 10.05.1898 — 1972        | Колхозник колхоза «Гигант» Чиилийского района Кзыл-Ординской области | 21.06.1950      | сельхоз       | *Корея                 | [ ГС 47 ] |
| 47 | Кириллов Анатолий Семёнович      | 31.12.1924 — 30.03.1987  | Начальник 1-го управления научно-исследовательского испытательного полигона № 5 Министерства обороны СССР, подполковник, Кзыл-Ординская область                                        | 17.06.1961      | оборона       | *Московская область    | [ ГС 48 ] |
| 48 | Кокиев Нартай                    | 1901 — 18.11.1972        | Старший чабан колхоза «Коммунизм» Чиилийского района Кзыл-Ординской области | 22.03.1966      | сельхоз       | Чиилийский район       | [ ГС 49 ] |
| 49 | Куримбеков Сердали               | 1888 — 11.11.1948        | Старший табунщик колхоза «Талды-Су» Яны-Курганского района Кзыл-Ординской области | 23.07.1948      | сельхоз       | Жанакорганский район   | [ ГС 50 ] |
| 50 | Лепесов Алмурат                  | 1882—1966                | Старший чабан колхоза «20 лет Казахстана» Аральского района Кзыл-Ординской области | 23.07.1948      | сельхоз       | Аральский район        | [ ГС 51 ] |
| 51 | Ли Бен-Сер                       | 1899 — 06.11.1972        | Звеньевой колхоза «Авангард» Чиилийского района Кзыл-Ординской области | 20.05.1949      | сельхоз       | *Корея                 | [ ГС 52 ] |
| 52 | Ли Ен-Гу                         | 1922 — ????              | Колхозник колхоза «Большевик» Чиилийского района Кзыл-Ординской области | 21.06.1950      | сельхоз       | *Приморский край       | [ ГС 53 ] |
| 53 | Ли Ен-Гын                        | 1903 — 12.03.1986        | Бригадир колхоза «Авангард» Чиилийского района Кзыл-Ординской области | 20.05.1949      | сельхоз       | *Приморский край       | [ ГС 54 ] |
| 54 | Маканов Дюсембай                 | 1909 — 23.02.2008        | Директор Казалинского овцесовхоза Кзыл-Ординской области | 29.03.1958      | сельхоз       | *Акмолинская область   | [ ГС 55 ] |
| 55 | Менлибаева Айша                  | 1912 — ????              | Старший чабан колхоза имени Первого Мая Сыр-Дарьинского района Кзыл-Ординской области                                                                                                  | 29.03.1958      | сельхоз       | Кызылординская область | [ ГС 56 ] |
| 56 | Мустапаева Балдырган             | 01.05.1939 — 07.05.2006  | Поливальщица совхоза «Чиркейлийский» Теренозекского района Кзыл-Ординской области | 19.02.1981      | сельхоз       | Кызылорда              | [ ГС 57 ] |
| 57 | Нигай Константин Иванович        | 20.03.1913 — 17.04.1990  | Бригадир колхоза «Гигант» Чиилийского района Кзыл-Ординской области | 21.06.1950      | сельхоз       | *Приморский край       | [ ГС 58 ] |
| 58 | Николаев Евгений Иванович        | 22.04.1932 — 10.08.2022  | Главный инженер управления начальника работ 130-го управления инженерных работ Главного управления специального строительства Министерства обороны СССР, Кзыл-Ординская область        | 29.07.1966      | оборона       | *Москва                | [ ГС 59 ] |
| 59 | Носов Александр Иванович         | 27.03.1913 — 24.10.1960  | Начальник стартовой команды по запуску ракет и спутника Земли, 5-й научно-исследовательский испытательный полигон Министерства обороны СССР, инженер-полковник, Кзыл-Ординская область | 21.12.1957      | оборона       | *Алтайский край        | [ ГС 60 ] |
| 60 | Нуржаубаев Мухыш                 | 1892—1970                | Старший табунщик колхоза имени Кирова Аральского района Кзыл-Ординской области | 23.07.1948      | сельхоз       | Аральский район        | [ ГС 61 ] |
| 61 | Оразалиева Калжан                | 1924 — 12.12.1995        | Звеньевая колхоза «Казахстан» Казалинского района Кзыл-Ординской области | 20.05.1949      | сельхоз       | Казалинский район      | [ ГС 62 ] |
| 62 | Оразов Байдуйсен                 | 13.01.1911 — 29.01.1986  | Звеньевой колхоза «Коммунизм» Чиилийского района Кзыл-Ординской области | 19.04.1967      | сельхоз       | Чиилийский район       | [ ГС 63 ] |
| 63 | Пак Дихен                        | 1901 — 07.08.1978        | Колхозник колхоза «Гигант» Чиилийского района Кзыл-Ординской области | 21.06.1950      | сельхоз       | *Корея                 | [ ГС 64 ] |
| 64 | Пак Донер                        | 26.02.1888 — 20.03.1971  | Колхозник колхоза «Большевик» Чиилийского района Кзыл-Ординской области | 21.06.1950      | сельхоз       | *Корея                 | [ ГС 65 ] |
| 65 | Пак Пётр Павлович                | 1905—1963                | Звеньевой колхоза «Кзыл-Ту» Казалинского района Кзыл-Ординской области | 20.05.1949      | сельхоз       | *Приморский край       | [ ГС 66 ] |
| 66 | Пак Чанер                        | 1906 — 20.03.1959        | Колхозник колхоза «Гигант» Чиилийского района Кзыл-Ординской области | 21.06.1950      | сельхоз       | *Приморский край       | [ ГС 67 ] |
| 67 | Пак Чен-Ир                       | 05.05.1896 — 31.01..1977 | Колхозник колхоза «III Интернационал» Кармакчинского района Кзыл-Ординской области | 21.06.1950      | сельхоз       | *Корея                 | [ ГС 68 ] |
| 68 | Пан Мун-Гук                      | 27.12.1904 — 30.01.1981  | Колхозник колхоза «Гигант» Чиилийского района Кзыл-Ординской области | 21.06.1950      | сельхоз       | *Приморский край       | [ ГС 69 ] |
| 69 | Примбетов Зиада                  | 1905—1956                | Колхозник колхоза «Гигант» Чиилийского района Кзыл-Ординской области | 21.06.1950      | сельхоз       | Чиилийский район       | [ ГС 70 ] |
| 70 | Рыскалов Бахит                   | 1902 — 08.1955           | Председатель колхоза «Тастюбек» Аральского района Кзыл-Ординской области | 23.07.1948      | сельхоз       | Аральский район        | [ ГС 71 ] |
| 71 | Сарбупеев Куаныш                 | 1931 — ????              | Машинист автогрейдера дорожно-строительного управления № 30 Министерства строительства и эксплуатации автомобильных дорог Казахской ССР, Кзыл-Ординская область                        | 04.05.1971      | автодор       | Сырдарьинский район    | [ ГС 72 ] |
| 72 | Сарымсаков Абжами                | 01.07.1928 — 30.06.1996  | Машинист солекомбайна комбината «Арал-сульфат» Министерства пищевой промышленности Казахской ССР, Кзыл-Ординская область                                                               | 26.04.1971      | пищепром      | Аральский район        | [ ГС 73 ] |
| 73 | Серимбетов Бахтыжан              | 1929—2010                | Скреперист Тасбугетской передвижной механизированной колонны № 29 треста «Кзылордаводстрой», Сырдарьинский район Кзыл-Ординской области                                                | 08.04.1971      | мелиоводхоз   | Казалинский район      | [ ГС 74 ] |
| 74 | Сманов Кудайберген               | 1915 — 15.02.1999        | Заведующий коневодческой фермой колхоза имени Чкалова Аральского района Кзыл-Ординской области                                                                                         | 31.10.1949      | сельхоз       | Аральский район        | [ ГС 75 ] |
| 75 | Султамуратов Сапарбай            | 1892 — 1977              | Старший табунщик колхоза «Интимак» Яны-Курганского района Кзыл-Ординской области | 23.07.1948      | сельхоз       | Жанакорганский район   | [ ГС 76 ] |
| 76 | Тагаев Кадыр                     | 1891—1980                | Старший табунщик колхоза «Келен-Тюбе» Яны-Курганского района Кзыл-Ординской области | 23.07.1948      | сельхоз       | Жанакорганский район   | [ ГС 77 ] |
| 77 | Тажикулов Тукеш                  | 1890—1949                | Старший чабан колхоза имени Амангельды Аральского района Кзыл-Ординской области | 23.07.1948      | сельхоз       | Аральский район        | [ ГС 78 ] |
| 78 | Таспамбетова Жадыра Есеновна     | 30.03.1953 — 03.04.2010  | Механизатор совхоза «Теликоль» Чиилийского района Кзыл-Ординской области | 18.09.1985      | сельхоз       | Чиилийский район       | [ ГС 79 ] |
| 79 | Тен Дюн-Гир                      | 19.10.1903 — 20.11.1981  | Колхозник колхоза «Гигант» Чиилийского района Кзыл-Ординской области | 21.06.1950      | сельхоз       | *Корея                 | [ ГС 80 ] |
| 80 | Тян Гым-Чер                      | 29.07.1916 — 21.01.1999  | Агроном колхоза «Авангард» Чиилийского района Кзыл-Ординской области | 20.05.1949      | сельхоз       | *Приморский край       | [ ГС 81 ] |
| 81 | Утеулиева Уштап                  | 1910 — 31.07.1978        | Старший матрос рыбоморозильной баржи Аральского рыбохолодильного комбината, Кзыл-Ординская область                                                                                     | 07.03.1960      | рыбхоз        | Аральский район        | [ ГС 82 ] |
| 82 | Халыков Ахмет                    | 1926—2006                | Старший чабан совхоза «Караузякский» Сырдарьинского района Кзыл-Ординской области | 22.03.1966      | сельхоз       | Сырдарьинский район    | [ ГС 83 ] |
| 83 | Хан Роман Васильевич             | 15.01.1912 — 1982        | Бригадир колхоза «Гигант» Чиилийского района Кзыл-Ординской области | 21.06.1950      | сельхоз       | *Приморский край       | [ ГС 84 ] |
| 84 | Хван Александра Павловна         | 11.08.1929 — ????        | Колхозница колхоза «Гигант» Чиилийского района Кзыл-Ординской области | 21.06.1950      | сельхоз       | *Приморский край       | [ ГС 85 ] |
| 85 | Хван Чан-Ир                      | 1893 — 19.03.1966        | Звеньевой колхоза «Авангард» Чиилийского района Кзыл-Ординской области | 20.05.1949      | сельхоз       | *Корея                 | [ ГС 86 ] |
| 86 | Хе Бен-Хи                        | 19.04.1910 — ????        | Колхозник колхоза «Большевик» Чиилийского района Кзыл-Ординской области | 21.06.1950      | сельхоз       | *Корея                 | [ ГС 87 ] |
| 87 | Хе Се-Ун                         | 28.07.1893 — 17.07.1970  | Звеньевой колхоза «Авангард» Чиилийского района Кзыл-Ординской области | 20.05.1949      | сельхоз       | *Корея                 | [ ГС 88 ] |
| 88 | Цай Ден Хак                      | 14.04.1913 — 05.05.1984  | Председатель колхоза «III Интернационал» Кармакчинского района Кзыл-Ординской области                                                                                                  | 23.06.1966      | сельхоз       | *Приморский край       | [ ГС 89 ] |
| 89 | Цой Ги-Хва                       | 1911 — 09.09.1989        | Звеньевой колхоза «Кантонская коммуна» Тереньузякского района Кзыл-Ординской области                                                                                                   | 20.05.1949      | сельхоз       | *Корея                 | [ ГС 90 ] |
| 90 | Цой Иван Зосимович               | 18.03.1924 — 2006        | Звеньевой колхоза «Красная Звезда» Яны-Курганского района Кзыл-Ординской области | 20.05.1949      | сельхоз       | *Приморский край       | [ ГС 91 ] |
| 91 | Цой Чун-Се                       | 02.02.1908 — 10.06.1999  | Звеньевой колхоза «Авангард» Чиилийского района Кзыл-Ординской области | 20.05.1949      | сельхоз       | *Корея                 | [ ГС 92 ] |
| 92 | Цой Юн-Хон                       | 20.02.1911 — 16.06.1998  | Колхозник колхоза «Гигант» Чиилийского района Кзыл-Ординской области | 21.06.1950      | сельхоз       | *Приморский край       | [ ГС 93 ] |
| 93 | Чуйко Леонид Иванович            | 05.12.1930 — 05.03.2008  | Начальник строительной площадки космодрома «Байконур», инженер-подполковник, Кзыл-Ординская область                                                                                    | 29.08.1969      | оборона       | *Херсонская область    | [ ГС 94 ] |
| 94 | Шалабаев Мурат                   | 1896 — ????              | Старший чабан колхоза имени Амангельды Аральского района Кзыл-Ординской области | 31.10.1949      | сельхоз       | Аральский район        | [ ГС 95 ] |
| 95 | Шумилин Алексей Александрович    | 02.03.1936 — 03.10.2021  | Начальник 1-го (научно-испытательного) управления 5-го Научно-испытательного полигона Министерства обороны СССР, генерал-майор, Кзыл-Ординская область                                 | 04.12.1987      | оборона       | *Санкт-Петербург       | [ ГС 96 ] |

## Уроженцы Кызылординской области, удостоенные звания Героя Социалистического Труда в других регионах СССР
| № | Фамилия, имя, отчество          | Даты жизни        | Деятельность | Дата присвоения | Отрасль       | Место рождения    | ГС       |
| - | ------------------------------- | ----------------- | --- | --------------- | ------------- | ----------------- | -------- |
| 1 | Айтжанов Капан                  | 1925 — ????       | Бригадир бетонщиков строительного управления «Индустрой» треста «Чимкентпромстрой» Министерства строительства предприятий тяжёлой индустрии Казахской ССР, Чимкентская область        | 08.01.1974      | строительство | Казалинский район | [ ГС 1 ] |
| 2 | Жолмурзаев Искак                | 1898 — ????       | Управляющий фермой № 2 совхоза «Сары-Булак» Талды-Курганской области | 29.03.1958      | сельхоз       | Жалагашский район | [ ГС 2 ] |
| 3 | Зибров Василий Тихонович        | 14.11.1908 — ???? | Директор совхоза «Хазарбаг» Сурхан-Дарьинской области | 11.01.1957      | сельхоз       | Кызылорда         | [ ГС 3 ] |
| 4 | Кузембаев Шапек                 | 1906—1985         | Директор совхоза «Кенимех» Кенимехского района Бухарской области | 06.08.1958      | сельхоз       | Казалинский район |          |
| 5 | Тургумбаев Аманжол Тургумбаевич | 1913 — 06.02.1987 | Управляющий отделением Меркенского свеклосовхоза Министерства пищевой промышленности СССР, Меркенский район Джамбулской области                                                       | 08.05.1948      | сельхоз       | Казалинский район | [ ГС 4 ] |
| 6 | Уразбаев Акбай                  | 1924 — ????       | Бригадир путевых рабочих строительно-монтажного поезда № 137 строительно-монтажного треста «Турксибтрансстрой» Министерства транспортного строительства СССР, Семипалатинская область | 27.04.1961      | строительство | Аральский район   | [ ГС 5 ] |
| 7 | Халбаев Машраб                  | 1901 — ????       | Звеньевой колхоза имени Кагановича Янги-Юльского района Ташкентской области | 18.05.1949      | сельхоз       |                   |          |